# 제2공화국 (드라마)
《제2공화국》은 1989년 7월 16일부터 1990년 4월 29일까지 매주 일요일 밤에 방영된 특별기획 정치드라마로, 이른바 제2공화국을 배경으로써 1960년 4·19에서부터 1961년 5·16, 그리고 군정 시대와 제3공화국의 성립까지를 그린 시대극 정치 드라마 및 시대극이다.

## 등장 인물
- 이순재 : 윤보선 역

2공 시대의 제4대 대통령
- 김민정 : 공덕귀 역

윤보선 대통령의 부인
- 김무생 : 장면 역

2공 시대의 국무총리. 제2공화국 초창기 실권자.
- 김은영 : 김옥윤 역

장면 국무총리의 부인.
- 최불암 : 이승만 역

- 이재룡 : 박태선 역

1공 시대 말기 시절 마산상고 2학년 김주열 군의 유해를 수사 의뢰하는 경상남도 마산 경찰관.
- 전현 : 김주열 역

1공 시대 말기 시절 시국 관련 항쟁 참가한 경상남도 마산상고 2학년 재학생.
- 나문희 : 권찬주 역

마산상고 2학년 김주열 군의 어머니.
- 박규채 : 이기붕 역

- 김용림 : 박마리아 역

- 이진수 : 박정희 역

- 고은아 : 육영수 역

- 이정길 : 김종필 역

- 김동현 : 장도영 역

- 윤미라 : 백형숙 역

- 윤주상 : 정석해 역

- 김성원 : 조병옥 역

- 남성훈 : 최인규 역

- 김기현 : 이범석 역

1공 시대 초대 국무총리 겸 국방부 장관
- 윤기황 : 이인종 역

이범석 국방부 장관의 차남
- 김길호 : 곽상훈 역

- 변희봉 : 현석호 역

- 최병학 : 오위영 역

- 정승현 : 이재학 역

- 홍성민 : 변영태 역

- 박근형 : 이종찬 역

1공 시대 육군참모총장
- 이희도 : 이종대 역

이종찬 육군참모총장의 친가 사촌 동생, 전직 기업체 전임이사(전무).
- 주현 : 홍종철 역

육군 중령 및 포병 대대장.
- 박상조 : 김형욱 역

- 김진태 : 송요찬 역

- 양택조 : 신성모 역

- 이영후 : 김창룡 역

- 백인철 : 김종원 역

- 정동환 : 한동석 역

- 김용건 : 정일형 역

- 김소원 : 박순천 역

- 심양홍 : 유진산 역

- 길용우 : 김영삼 역

- 남성훈 : 최인규 역

- 박종관 : 허정 역

- 최명수 : 노기남 역

- 국정환 : 유원식 역

- 김인태 : 김도연 역

- 전운 : 백낙준 역

- 이대로 : 주요한 역

- 최정훈 : 이한림 역

- 이신재 : 이준상 역

- 이창환 : 박병권 역

- 한인수 : 조재천 역

- 한규희 : 최경록 역

- 임종국 : 최영희 역

- 이동신 : 곽영주 역

- 박상원 : 이인수 역

- 정선일 : 이강석 역

- 나영진 : 이민우 역

- 현석 : 방자명 역

- 백일섭 : 김동하 역

- 임현식 : 김윤근 역

- 신귀식 : 홍진기 역

1공 시대 법무부 차관
- 이계인 : 석창희 역

- 조형기 : 이재항 역

- 김창봉 : 김재춘 역

- 김기일 : 이호 역

- 황일청 : 황종률 역

- 황원 : 서울대 이희승 교수역

- 김태훈 : 이철승 역

- 반문섭 : 장경순 역

- 이한승 : 한웅진 역

- 기정수 : 이희영 역

- 송종원 : 차지철 역

- 박태호

- 이종구

- 장광

- 유해무

### 해설
- 김종성

## 드라마 부제
| 회차       | 부제                        | 본 방송일        |
| 제1회      | 1961년 5월 16일             | 1989년 7월 16일  |
| 제2회      | 보안법 파동과 자유당        | 1989년 7월 23일  |
| 제3회      | 권력의 탄생                 | 1989년 7월 30일  |
| 제4회      | 선거대책본부                | 1989년 8월 6일   |
| 제5회      | 양심 선언                   | 1989년 8월 13일  |
| 제6회      | 육군 훈령 제217호           | 1989년 8월 20일  |
| 제7회      | 제1차 마산사태              | 1989년 8월 27일  |
| 제8회      | 김주열 그리고 어머니        | 1989년 9월 3일   |
| 제9회      | 4·18 고려대 학생의거        | 1989년 9월 10일  |
| 제10회     | 그날 4·19                   | 1989년 9월 17일  |
| 제11회     | 계엄령과 미국 국무부의 각서 | 1989년 9월 24일  |
| 제12회     | 사퇴,사퇴 고려              | 1989년 10월 1일  |
| 제13회     | 이승만 하야                 | 1989년 10월 8일  |
| 제14회     | 허정 과도정부               | 1989년 10월 15일 |
| 제15회     | 군부 갈등                   | 1989년 10월 22일 |
| 제16회     | 내각책임제 위기             | 1989년 10월 29일 |
| 제17회     | 특종, 이승만의 망명         | 1989년 11월 5일  |
| 제18회     | 내각책임제의 탄생           | 1989년 11월 12일 |
| 제19회     | 거창사건 재조사             | 1989년 11월 19일 |
| 제20회     | 작전 명령                   | 1989년 11월 26일 |
| 제21회     | 육군 지휘관회의             | 1989년 12월 10일 |
| 제22회     | 7·29 총선                   | 1989년 12월 17일 |
| 제23회     | 장총리, 김총리              | 1989년 12월 24일 |
| 제24회     | 국무총리 인준               | 1990년 1월 7일   |
| 제25회     | 조각전야, 경무대 4자회담    | 1990년 1월 14일  |
| 제26회     | 장면내각 출범               | 1990년 1월 21일  |
| 제27회     | 박정희 육본 진입            | 1990년 1월 28일  |
| 제28회     | 16인 하극상 사건            | 1990년 2월 4일   |
| 제29회     | 4월 혁명 재판               | 1990년 2월 11일  |
| 제30회     | 분열과 합작                 | 1990년 2월 18일  |
| 제31회     | 박정희, 어두운 과거         | 1990년 2월 25일  |
| 제32회     | 국토건설계획                | 1990년 3월 4일   |
| 제33회     | 4월의 사자들 그 이후        | 1990년 3월 11일  |
| 제34회     | 그해 1월                    | 1990년 3월 18일  |
| 제35회     | 육군참모총장 장도영         | 1990년 3월 25일  |
| 제36회     | 한미 경제협정               | 1990년 4월 1일   |
| 제37회     | 중석불 사건                 | 1990년 4월 8일   |
| 제38회     | 4월 위기설                  | 1990년 4월 15일  |
| 제39회     | 5월 16일                    | 1990년 4월 22일  |
| 제40회(終) | 혁명인가, 쿠데타인가        | 1990년 4월 29일  |

## 수상
- 1989년 MBC 연기대상 TV 드라마 연기자부문 특별상 - 이진수
- 1990년 제17회 한국방송대상 TV드라마부문 최우수작품상
- 1990년 제17회 한국방송대상 TV드라마부문 프로듀서상 - 고석만
- 1990년 제17회 한국방송대상 TV드라마부문 남자 탤런트상 - 이진수
- 1991년 제27회 백상예술대상 TV부문 대상, 작품상
- 1991년 제27회 백상예술대상 TV부문 연출상 - 고석만

| 백상예술대상 《TV부문 대상》              |                  |               |
| 1990년                                    | 1991년 제2공화국 | 1992년        |
| 사랑이 꽃피는 나무, 평화 멀지만 가야할 길 | 1991년 제2공화국 | 여명의 눈동자 |
|                                           |                  |               |
| (공동)                                    |                  |               |

| 백상예술대상 《TV부문 작품상 (드라마)》 |                  |               |
| 1990년                                  | 1991년 제2공화국 | 1992년        |
| 사랑이 꽃피는 나무                      | 1991년 제2공화국 | 여명의 눈동자 |
|                                         |                  |               |
|                                         |                  |               |